# 336694 Fey
336694 Fey este o planetă minoră (asteroid), cu un diametru de 4,409 km, din centura de asteroizi. A fost descoperită pe 8 ianuarie 2010 la Wide-field Infrared Survey Explorer⁠(d) de Wide-field Infrared Survey Explorer⁠(d). 
Obiectul prezintă o orbită caracterizată de o semiaxă mare de 3,1757700120963 UAi, o excentricitate de 0,06, o înclinație de 8,7 ° în raport cu ecliptica.